# Foster's Lager
Foster's Lager — найпопулярніший у світі сорт австралійського пива, що продається у понад 150 країнах. Власником торговельної марки в Австралії і виробником цього пива на континенті є найбільша австралійська пивоварна корпорація Foster's Group. Права на виробництво і продаж пива Foster's Lager в інших регіонах світу здебільшого передані місцевим або міжнародним пивоварним компаніям.
Специфікою бренду Foster's є його орієнтованість на закордонні ринки, безпосередньо на австралійському ринку обсяги продажів пива цієї торговельної марки вкрай незначні. На міжнародному ринку Foster's просувається під гаслом «Foster's — це „пиво“ австралійською» (англ. Australian for Beer) та позиціонується як преміальний продукт з екзотичної країни.

## Історія
Історія пива Foster's Lager розпочалася 1888 року, в якому у Мельбурні братами Вільямом та Ральфом Фостерами було засновано броварню, що отримала назву Foster's за прізвищем засновників та почала виробництво пива під аналогічною назвою. На початку XX сторіччя ця броварня увійшла до складу пивоварної групи Carlton & United Breweries.
Довгий час Foster's Lager було одним з сортів пива, що мали лише локальний ринок збуту в деяких частинах Австралії. Однак на початку 1970-х саме цей сорт було обрано виробником для «завоювання» зовнішніх ринків пива. Виведення Foster's Lager на британський ринок у 1971 та на ринок США у 1972 супроводжувалося агресивною рекламною кампанією, у тому числі в рамках спонсорської підтримки провідних спортивних подій. Невдовзі почався продаж цього пива і на інших світових ринках і поступово воно стало найвідомішим у світі австралійським продуктом. 1990 року компанія Elders IXL, власник пивоварної групи Carlton & United Breweries, пройшла перереєстрацію і отримала назву Foster's Group на честь свого найбільш знаного у світі бренду.
З початку 1980-х Foster's почав вироблятися у Великій Британії, згодом його виробництво на умовах ліцензії було налагоджене й в інших країнах. Поступово Foster's Group продала права на виробництво і продаж цього пива за кордоном низці іноземних виробників.
Наразі основна частина світових обсягів виробництва та реалізації пива Foster's припадає на зовнішні по відношенню до Австралії ринки. Найуспішнішим для цього пива є ринок Великої Британії, де воно утримує другий рядок за обсягами продажів після Carling.

## Географія виробництва
Наразі пиво Foster's виробляється у більш ніж 10 країнах світу. Крім Австралії воно зокрема вариться у США, Канаді, Великій Британії, Китаї, Німеччині, Росії. З травня 2007 року Foster's Lager вироблявся в Україні підприємствами корпорації Славутич, Carlsberg Group, втім за декілька років його випуск в Україні було припинено.
2006 року виключне право на виробництво і продаж цього пива у Європі придбала британська компанія Scottish & Newcastle, яку згодом придбали міжнародні пивоварні гіганти Carlsberg Group та Heineken International, останньому з яких поряд з іншими активами британців відійшли й європейські права на Foster's.
Правами на торговельну марку у США та Індії володіє міжнародний пивоварний концерн SABMiller. На території Канади Foster's виробляється за ліцензією на виробничих потужностях компанії Molson-Coors.

## Різновиди
Крім безпосередньо Foster's Lager, світлого лагера, що в залежності від країни виробництва має вміст алкоголю від 4,0 % дло 5,0 %, під брендом Foster's у різних країнах випускається ще декілька сортів пива, зокрема:
- Foster's Premium Ale — пиво верхового бродіння (ель) з вмістом алкоголю 5,5 %. Виробляється в Австралії.
- Fosters Light Ice — світлий лагер. Незважаючи на назву сорту, що начебто свідчить про його належність до льодового пива (англ. Ice Beer), має знижений вміст алкоголю на рівні 2,3 %. Виробляється в Австралії та деяких інших країнах.